# Імад Затара
Імад Затара (швед. Imad Zatara, араб. عماد زعترة, нар. 1 жовтня 1984, Стокгольм) — шведський та палестинський футболіст, півзахисник клубу «Аль-Месамер» та національної збірної Палестини.

## Клубна кар'єра
Вихованець футбольної школи клубу «Інтер Орхой», в якій навчався з такими футболістами як Габріель Езкан та Генок Гойтом.
У дорослому футболі дебютував 2001 року виступами за столичну команду «Ессінге», в якій провів два сезони, взявши участь у 20 матчах чемпіонату.
На початку 2003 року його команда об'єдналась з клубом «Васалундс ІФ» в нову команду «Васалундс/Ессінге», де Затара і продовжив виступати. Відіграв за команду із Сольни наступні чотири сезони своєї ігрової кар'єри, проте закріпитись так і не зумів.
У січні 2007 року перейшов до новачка елітного шведського дивізіону клубу «Броммапойкарна». Протягом сезону команда перебувала в нижній частині таблиці і в кінці року таки вилеталі з Аллсвенскан, а Імад майже не виходив на поле, зігравши лише в 4 матчах чемпіонату.
На початку 2008 року став гравцем угорського «Залаеґерсеґа». Дуже швидко Затара став важливим гравцем команди і забив 3 голи у 12 матчах, а клуб зайняв 7-е місце в чемпіонаті. По завершенню сезону повернувся до Швеції, де став гравцем клубу «Сиріанска», якому того ж року допоміг виграти свою групу у третьому за рівнем дивізіоні Швеції і піднятись до другого, після чого продовжив виступи за клуб, зігравши загалом 29 матчів в чемпіонаті (4 голи).
У лютому 2010 року Імад на правах оренди до кінця сезону перейшов у французький «Нім-Олімпік», що виступав у Лізі 2. За новий клуб Затара зіграв лише 6 ігор в чемпіонаті після чого повернувся в «Сіріанску» , якій допоміг у сезоні 2010 року виграти Супереттан і вийти до вищого шведського дивізіону. У наступному сезоні був основним гравцем команди, зігравши 20 матчів в елітному шведському дивізіоні.
23 грудня 2011 року підписав 6-місячний контракт з іранським клубом «Санат Нафт», ставши першим палестинцем в чемпіонаті Ірану.
26 липня 2012 року Затара повернувся до Швеції, де знову став виступати в Аллсвенскан, цього разу за «Отвідабергс ФФ». Відтоді встиг відіграти за команду з Отвідаберга 48 матчів в національному чемпіонаті.

## Виступи за збірну
16 листопада 2004 року дебютував в офіційних матчах у складі національної збірної Палестини в матчі проти збірної Іраку (1:4), в якому Затара забив свій перший гол за збірну, який виявився для неї єдиним у матчі. Наразі провів у формі головної команди країни 17 матчів, забивши 3 голи.

## Титули і досягнення
- Володар Кубка виклику АФК: 2014